# Кланца Андрій Іванович
Кланца Андрій Іванович (нар. 24 червня 1980, Кам'янець-Подільський, Хмельницька область) — український лікар-кардіохірург та організатор охорони здоров’я вищої кваліфікаційної категорії, науковець, Заслужений лікар України (2013), доктор наук з державного управління, кандидат медичних наук, двічі нагороджений Грамотою Верховної Ради України, Почесною грамотою Кабінету Міністрів України, Почесною грамотою Верховної Ради України, дійсний член Європейського товариства кардіологів (ESC), Європейської асоціації кардіо-торакальних хірургів (EACTS), член правління Асоціації серцево-судинних хірургів України, головний позаштатний кардіохірург Департаменту охорони здоров’я Хмельницької обласної державної адміністрації, директор КНП «Хмельницький обласний серцево-судинний центр» Хмельницької обласної ради (2019), депутат Хмельницької обласної ради 8 скликання (2020).

## Біографія
Народився 24 червня 1980 року в м.Кам’янці-Подільському Хмельницької області. Мати працювала інженером, батько — електротехніком. Після закінчення дев’яти класів загальноосвітньої школи поступив у Кам'янець-Подільське медичне училище.
1996–2002 — навчання у Буковинській державній медичній академії за спеціальністю «Лікувальна справа» (закінчив з відзнакою). 
2002–2004 — інтернатура з кардіохірургії у Інституті серцево-судинної хірургії АМН України імені М.М.Амосова.
2004–2007 — кардіохірург відділення ендоваскулярної хірургії та інтервенційної радіології Хмельницької обласної лікарні.
2007–2015 — завідувач відділення кардіоендоваскулярної хірургії та інтервенційної радіології Хмельницької обласної лікарні.
2010–2013 — навчання у Національній академії державного управління при Президентові України.
2015–2019 — головний лікар Хмельницького обласного кардіологічного диспансеру.
З грудня 2019 — директор КНП «Хмельницький обласний серцево-судинний центр» Хмельницької обласної ради.
З грудня 2020 — депутат Хмельницької обласної ради 8 скликання.
Одружений. Дружина Флаксемберг Майя Аркадіївна — лікар гінекологічного відділення Хмельницької обласної лікарні. Подружжя виховує двох доньок та сина. 

## Наукова діяльність
Основні напрями наукових досліджень: розробка ефективного лікування гострої мезентеріальної ішемії, дослідження гемодинамічних аспектів серцевої діяльності при коронарному шунтуванні на працюючому серці, механізми державного управління в охороні здоров’я
Дійсний член Європейського товариства кардіологів (ESC), Європейської асоціації кардіо-торакальних хірургів (EACTS), Асоціації серцево-судинних хірургів України.
Щорічно виконує більше 500 оперативних втручань на серці різного ступеня складності (протезування клапанів серця, протезування аорти, коронарне шунтування та стентування, імплантація штучних водіїв ритму). 
Першим в Хмельницькій області виконав коронарографію та стентування, шунтування судин серця, протезування аорти, імплантацію штучного водія ритму.
В січні 2022 року, спільно з колегами, виконав першу трансплантацію серця в Хмельницькій області.
Окрім науково-практичної діяльності, бере участь в організації управління охорони здоров’я на Хмельниччині, є головним позаштатним кардіохірургом області. У 2013 році отримав ступінь магістра державного управління в охороні здоров`я, закінчивши Національну академію державного управління при Президентові України. У 2019 році захистив докторську дисертацію «Охорона здоров’я, як структурна складова національної безпеки держави».
Бере участь у «круглих столах» Комітету з питань охорони здоров’я Міністерства охорони здоров’я України.
Розробив та впровадив регіональну програму по наданню допомоги пацієнтам із гострим коронарним синдромом в Хмельницькій області. 
Автор численних наукових робіт, раціоналізаторських пропозицій, патентів на винахід. Входить до складу редакційної колегії вісника «Український журнал серцево-судинної хірургії», науково-практичного журналу «Ендоваскулярна нейрорентгенохірургія».

## Нагороди та відзнаки
2007 — кандидат медичних наук.
2008 — Грамота Верховної Ради України.
2013 — Заслужений лікар України.
2016 — Грамота Верховної Ради України.
2018 — медаль імені М.М.Амосова НАМН України.
2019 — доктор наук з державного управління.
2020 — Почесна грамота Кабінету Міністрів України.
2021 — Почесна грамота Верховної Ради України.
2023 — Відзнака Президента України «За оборону України».
2023 — Почесний член Асоціації інтервенційних кардіологів України.